# Відчиніть, поліція! 2
«Відчиніть, поліція! 2» (також «Продажні проти продажних») — французька кінокомедія 1990 року, знята режисером Клодом Зіді, з Філіппом Нуаре і Тьєррі Лерміттом з у головних ролях.

## Сюжет
Франсуа і Рене й далі працюють разом. Рене не збирається щось змінювати, він також грає на скачках. Але не Франсуа! Якось він вирішує сказати Рене, що йому набридли всі його брудні справи і що він готується скласти іспит на посаду комісара. Між напарниками сталася сварка, під час якої Рене сперечається з Франсуа про те, що в першого ж, хто спустився зі сходів, є що приховувати. Цією людиною виявляється банкір, який надалі допоможе їм викрити продажних поліцейських.
Одного дня під час патрулювання міста вони помічають злодія і ловлять його з награбованим. Після цього Франсуа вирішує віддати гроші їхній власниці — давній подрузі Рене, з якою він розлучився в далекому минулому, вчинивши не найкращим чином. Коли Франсуа повертає їй вкрадені гроші, вона помічає Рене. Через деякий час, прийшовши в поліцію, вона стверджує, ніби їй ніхто нічого не повертав. До з'ясування обставин напарників саджають за ґрати, де Рене розповідає все Франсуа, пояснюючи, чим саме зумовлений такий її вчинок.
Обох поліцейських тимчасово відсторонено від посад. До комісаріату починають ходити скаржитися всі ті, хто був незадоволений їхніми постійними поборами, і на заміну їм приходять інші люди, які ратують за справедливість.

## У ролях
- Філіпп Нуаре: Рене Буарон
- Тьєррі Лермітт: Франсуа Лесбуш
- Гі Маршан: інспектор Гі Бріссон
- Жан-П'єр Кастальді: інспектор Жан-П'єр Порталь
- Грейс де Капітані: Наташа
- Ліне Рено: Сімона
- Мішель Омон: інспектор Блорет
- Жан Бенгігі: Сезаріні
- Роже Жендлі: Альбер, відомий як «le Fourgue»
- Рене Морар: Фернан
- Жорж Монтільє: продавець одягу
- Крістіан Буйє: ювелір
- Жан-Клод Бріалі: Мішель Бланшар, банкір
- Луба Герчикофф: мадам Бріссон
- Патрісія Карім: ювелір
- Мішель Кремадес: грабіжник
- Ален Мотте: префект поліції
- Жак Рішар: Ларош
- Бернар Фрейд: інспектор Гішар
- Даніель Бретон: один із заступників Гішара
- Сімон Мішель: хуліган
- Деніс Брендон: хуліган
- Крістіан Перно: інспектор Ле Ґіавер
- Філіпп Тансу: бригадир
- Таді Туен: епізод
- Лорантін Мілебо: кухарка
- Фаб'єн Дюбрей: секретарка
- Валері Лебу: повія
- Раймонда Баде-Моффруа: службовець банку
- Жерар Бом: бос Наташі
- Мартіаль Бреттер: поліцейський-крамар
- Мед Салах Чурфі: хлопчик Мілуд
- Біллі Комг: чорношкірий чоловік з Наташею
- Марі Мантен: клерк
- Даніель Мілграм: бармен Наташі
- Антуан Валетт: один з помічників Гішара
- Ролан Ваден: красунчик, що роздає подарунки

## Знімальна група
- Режисер: Клод Зіді
- Сценарій: Клод Зіді, Дідьє Камінка
- Продюсер: П'єр Гоше
- Оператор: Жан-Жак Тарбе
- Композитор: Франсіс Лей
- Художник: Франсуаз Де Ле
- Монтаж: Ніколь Соньє